# FrieslandCampina
 (mars 2016).
Si vous disposez d'ouvrages ou d'articles de référence ou si vous connaissez des sites web de qualité traitant du thème abordé ici, merci de compléter l'article en donnant les références utiles à sa vérifiabilité et en les liant à la section « Notes et références ».
Pour les articles homonymes, voir Campina.
FrieslandCampina est une coopérative néerlandaise de produits laitiers fondée à l'origine en 1892, mais dont la structure actuelle remonte à la fusion en 2008 entre Campina et Friesland Foods.

## Histoire
À partir de 1989, la compagnie se développe à l'international avec une politique d'acquisition de sociétés européennes dans sa branche d'activité (En 1991, Campina reprend Comelco en Belgique) et s'implante dans divers pays européens (Allemagne, Russie).
Campina et Friesland Foods, les deux plus grandes coopératives laitières des Pays-Bas, annoncent leur intention de fusionner le 19 décembre 2007. En avril 2008, les deux sociétés conviennent d'un accord de fusion, qui sera approuvé par la Commission européenne le 17 décembre 2008.
Après la fusion, FrieslandCampina devient la plus importante coopérative laitière au monde et le numéro 3 comme transformateur de produits laitiers. Ce nouveau géant des produits laitiers a alors environ 22 000 salariés, 17 000 agriculteurs membres, un chiffre d'affaires de 8,3 milliards d'euros et produit 8,7 millions de tonnes de lait transformé (2008). En 2011, la société se positionne à la cinquième place mondiale des compagnies laitières quant au chiffre d'affaires (derrière Nestlé, Danone, Lactalis et Fonterra).
En décembre 2004, Friesland Foods a reçu la désignation «royale» (Koninklijk) à l'occasion de son 125e anniversaire. Le prédicat est repris après la fusion ; le nom officiel de la société est donc Koninklijke FrieslandCampina N.V..
En décembre 2024, FrieslandCampina annonce sa fusion avec la coopérative belge Milcobel, beaucoup plus petite, cette dernière ayant environ 1,4 milliard d'euros de chiffre d'affaires quand FrieslandCampina a 13 milliards d'euros de chiffre d'affaires.

## Structure
La coopérative laitière FrieslandCampina a plus de 20.000 agriculteurs membres aux Pays-Bas, en Allemagne et en Belgique. Un premier conseil composé de 210 membres choisit les neuf membres du conseil d'administration de la coopérative, qui font également partie du conseil de surveillance de l'entreprise. La coopérative laitière possède toutes les actions de la Royale FrieslandCampina NV. Cette dernière est encore l'unique actionnaire de Friesland Campina Netherlands Holding BV.

## Activités

### Production

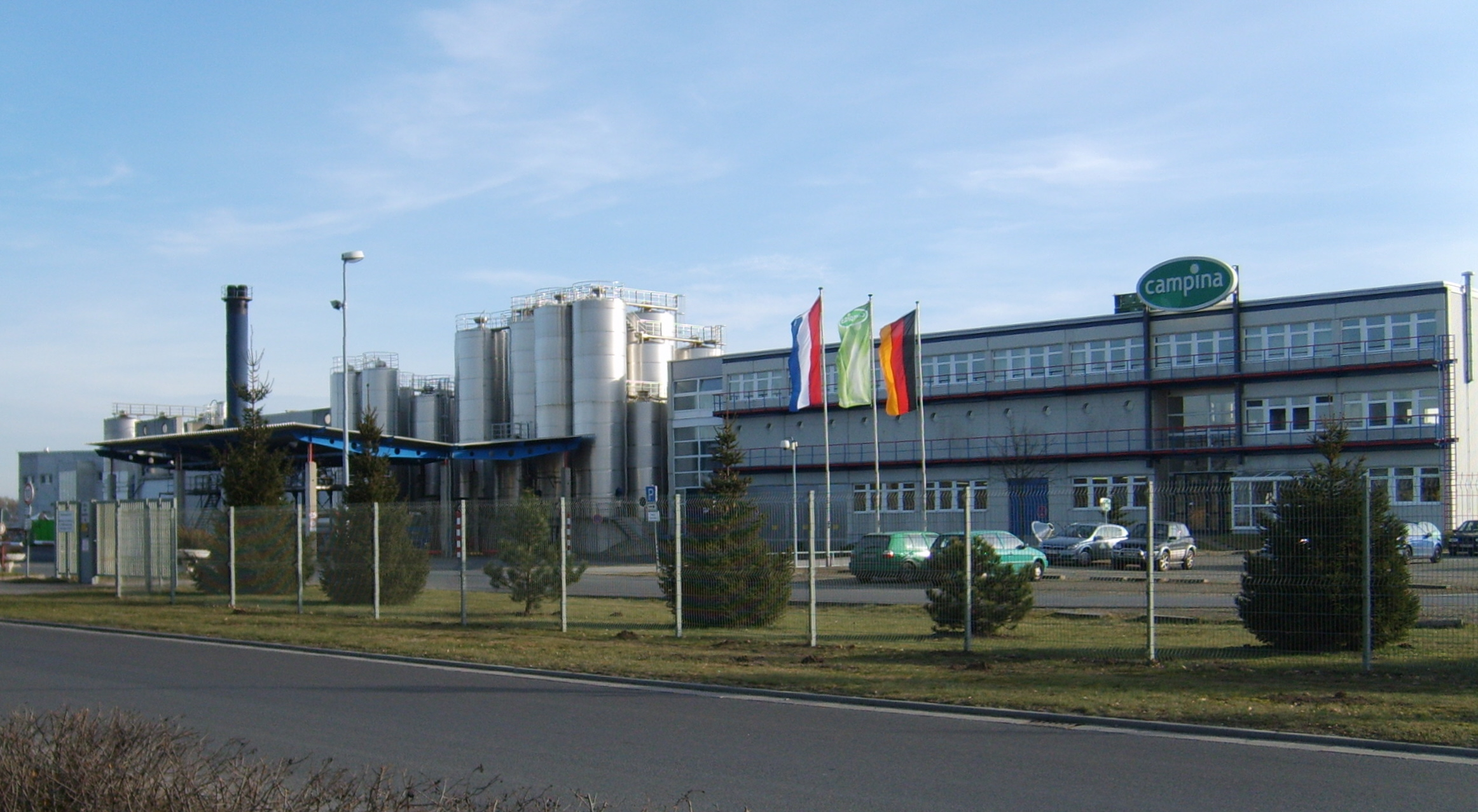
Usine de production à Elsterwerda (Allemagne)

La gamme de produits de FrieslandCampina se compose de lait, lait pour bébé, nourriture pour enfant, boissons lactées, yaourts, desserts, fromages, beurre, crème, lait en poudre, des ingrédients à base de lait, de jus de fruits et boissons aux fruits. Les activités sont découpées en quatre divisions:
- Consumer Products Europe  fabrique et commercialise, y compris le lait, boissons lactées, yaourts, desserts, crèmes à café, produits de crème, beurre, jus de fruits et boissons aux fruits. Les clients sont des consommateurs et des clients professionnels.
- Consumer Products International  opère avec la commercialisation à partir des Pays-Bas des produits laitiers en Asie, en Afrique (notamment le Nigeria et les pays voisins) et au Moyen-Orient.

- Cheese, Butter & Milkpowder  produit, comme son nom l'indique, le beurre, le fromage et le lait en poudre.
- Ingredients produit des ingrédients laitiers pour l'industrie alimentaire humaine et animale et l'industrie pharmaceutique.

C'est une entreprise très active au niveau international. Son chiffre d'affaires total a été réalisé en 2009 pour plus de 70 % en dehors des Pays-Bas. L'Allemagne est le deuxième marché domestique avec une part de chiffre d'affaires de 15 %. La société réalise 27 % de son chiffre d'affaires au niveau européen et près d'un tiers de son chiffre hors d'Europe. En 2009, la société a traité près de 11 milliards de litres de lait (la production de l'ensemble de l'Union européenne était de 133,7 milliards de lait).

### Résultats
|                                                | 2008    | 2009    | 2010    | 2011    | 2012     |
| ---------------------------------------------- | ------- | ------- | ------- | ------- | -------- |
| Chiffre d'affaires (Millions. €)               | € 9.454 | € 8.160 | € 8.972 | € 9.626 | € 10.309 |
| Chiffre d'exploitation (Millions. €)           | € 248   | € 258   | € 434   | € 403   | € 428    |
| Résultat net (Millions. €)                     | € 135   | € 182   | € 285   | € 216   | € 274    |
| Lait transformé (en million de kg)             | 11.446  | 10.755  | 10.266  | 10.140  | 10.215   |
| Lait fourni par les membres (en million de kg) | 8.589   | 8.685   | 8.821   | 8.838   | 8.860    |